# السكك الحديدية اليونانية
منظمة السكك الحديدية الهيلينية أو السكك الحديدية اليونانية أو (OSE) (اليونانية: Οργανισμός Σιδηροδρόμων Ελλάδος (أختصارها باليونانية: Ο.Σ.Ε.) هي شركة السكك الحديدية الوطنية اليونانية التي تمتلك وتدير وتدير جميع البنية التحتية للسكك الحديدية في اليونان باستثناء خطوط النقل السريع في أثينا. يتم تشغيل خدمات القطارات على هذه الخطوط بواسطة TrainOSE S.A ، وهي شركة تابعة سابقة لبيئة نظام التشغيل. بالإضافة إلى ذلك ، تمتلك OSE وتحتفظ بمخزون السكك الحديدية الذي تستخدمه TrainOSE وتحافظ على معدات السكك الحديدية الخاصة والقاطرات المسحوبة وعربات السكك الحديدية. تأسست OSE في عام 1971 ،  خلفًا للسكك الحديدية اليونانية ، التي تأسست عام 1920.